# Соловьёв, Юрий Ильич
Ю́рий Ильи́ч Соловьёв (4 июня 1962, Купсола, Сернурский район, Марийская АССР) — марийский писатель
, прозаик, редактор, журналист, заслуженный работник культуры Республики Марий Эл (2009), лауреат Государственной премии Республики Марий Эл имени С. Г. Чавайна (2009), лауреат Премии родственных народов Эстонии (2010).

## Биография
В 1980—1985 годах учился на историко-филологическом факультете МарГУ.
После окончания — в 1985—1987 годах был корреспондентом, ответственным секретарем редакции газеты «Ямде лий». С 1987 по 1992 годы работал в издательстве «Периодика Марий Эл».
С 1992 по 2000 годы — ответственный секретарь, главный редактор молодёжной газеты «Кугарня».
В 2000—2003 годы работал в редакции газеты «Марий Эл».
С 2003 по 2007 был директором-главным редактором издательства «„Крайний Север“-Певек».
С 2008 года ответственный секретарь журнала «Ончыко» («Вперёд»), с 2010 года — директор ГУКП «Марий журнал», а с 2016 года — директор Издательского дома «Марийское книжное издательство».
Первая книга под названием «Пиалан кайык еш: ойлымаш-влак» («Счастливое птичье семейство: рассказы») вышла в 1994 году. Затем были «Оҥго: повесть-влак, ойлымаш-влак» («Круг: повести, рассказы», 1999), «Пылыш молан йошкарга?: ойлымаш-влак» («Отчего краснеют уши?: рассказы», 2001), «Шоҥшо иге да йолташыже-влак: ойлымаш-влак» («Ежонок и его друзья: рассказы», 2010), «Тумышан леведыш: повесть, ойлымаш, пьесе-влак» («Лоскутное одеяло или латаная крыша: повести, рассказы, пьесы») и другие.
Член Союза писателей России с 2006 года.
Лауреат премии имени Шабдара Осыпа (1998).
Награждён Почётными грамотами Комитета по печати и информации Республики Марий Эл (1999), Правительства Республики Марий Эл (2000), заслуженный работник культуры Республики Марий Эл (2009).